# Lithophaga attenuata
Lithophaga attenuata är en musselart som först beskrevs av Gérard Paul Deshayes 1836.  Lithophaga attenuata ingår i släktet Lithophaga och familjen blåmusslor. Inga underarter finns listade i Catalogue of Life.